# Kurt Veller
Kurt Veller (* 19. August 1928) ist ein deutscher Badmintonspieler. 

## Karriere
Kurt Veller wurde 1956 deutscher Meister im Herrendoppel mit Heinz Koch. 1957 gewann er mit Gisela Ellermann die Swiss Open und wurde Dritter in der deutschen Mannschaftsmeisterschaft mit dem STC Blau-Weiß Solingen. Ein Jahr später gewann er mit Solingen den Mannschaftstitel.

## Sportliche Erfolge
| Saison    | Veranstaltung                     | Disziplin    | Platz | Name |
| --------- | --------------------------------- | ------------ | ----- | --- |
| 1955/1956 | Deutsche Einzelmeisterschaft      | Herrendoppel | 1     | Heinz Koch / Kurt Veller (STC Blau-Weiß Solingen)                                                                 |
| 1956/1957 | Deutsche Mannschaftsmeisterschaft | Mannschaft   | 3     | STC Blau-Weiß Solingen (Heinz Koch, Kurt Veller, Erich Rakowski, Walter Ern, Hannelore Schmidt, Gisela Ellermann) |
| 1957      | Swiss Open                        | Mixed        | 1     | Kurt Veller / Gisela Ellermann                                                                                    |
| 1957/1958 | Deutsche Mannschaftsmeisterschaft | Mannschaft   | 1     | STC Blau-Weiß Solingen (Heinz Koch, Kurt Veller, Erich Rakowski, Walter Ern, Hannelore Schmidt, Gisela Ellermann) |

## Referenzen
- Martin Knupp: Deutscher Badminton Almanach, Eigenverlag/Deutscher Badminton-Verband (2003), 230 Seiten
- http://www.blv-nrw.de/berichte/2008/br08/veller80.htm

| Personendaten    | Personendaten              |
| ---------------- | -------------------------- |
| NAME             | Veller, Kurt               |
| KURZBESCHREIBUNG | deutscher Badmintonspieler |
| GEBURTSDATUM     | 19. August 1928            |